# Cotamutu
Cotamutu (Cotamuto, Kotamutu) ist ein osttimoresischer Suco im Verwaltungsamt Luro (Gemeinde Lautém).

## Geographie
Vor der Gebietsreform 2015 hatte Cotamutu eine Fläche von 19,09 km². Nun sind es 14,54 km². Der Suco liegt im östlichen Zentrum des Verwaltungsamts Luro. Im Norden grenzt er an den Suco Wairoque, im Westen an Lacawa, im Südwesten trifft er auf den Suco Afabubu, im Süden liegt Baricafa, im Osten der Suco Luro und im Nordosten, jenseits des Flusses Raumoco, das Verwaltungsamt Lautém mit seinem Suco Maina II. Hier mündet der Adafuro, der den Grenzfluss zu Wairoque bildet, in den Raumoco.
Das Dorf Cotamutu liegt im Osten des Sucos und ist Teil des Siedlungszentrums von Ober-Luro. Er liegt auf einer Meereshöhe von 302 m.
Die Dörfer Boruvali (Borowali, Boruwali) und Borogae (Borugae, Borugai) am Südufer des Adafuro gehören zum Siedlungszentrum Unter-Luro. Etwas südlicher liegen noch die Dörfer Oneraba (Onerafa, Onerfa) und Lacawa (Lakawa). Die geschlossene Siedlung von Ober-Luro reicht über die Grenze von Luro nach Cotamutu hinein. Auf Seiten Cotamutus gehören dazu die Dörfer Baricafa (Barikafa), Cotamutu und Ossufaso. Etwas außerhalb liegen die Dörfer Ouroma (Ourama, Oroma) und Kotamutu. Die größte Siedlung, die nur im Suco Cotamutu liegt, ist Etanisi (Enanice) im Süden. Nordwestlich davon liegt Buanomar (Buanomor). Weiter nach Nordwesten liegt Bua Nomor, das von der Grenze zu Lacawa zerschnitten wird. Hier gibt es eine Grundschule.
Die Grenzen des Sucos wurden zwischen 1999 und 2004 neu zugeschnitten. Damals kam der Westen von Bua Nomor zu Lacawa. Die Grenze verläuft nun über den Gipfel eines Berges mit 1098 m Höhe. Dafür schob sich Cotamutu im Norden auf Kosten von Lacawa bis zum Fluss Adafuro. Vor dieser Neuordnung hatte Cotamutu 1623 Einwohner.
In Cotamutu befinden sich die drei Aldeias Buanomar, Etanisi und Ouroma.

## Einwohner
Cotamutu hat 1.962 Einwohner (2022), davon sind 986 Männer und 976 Frauen. Im Suco gibt es 307 Haushalte. Über 84 % der Einwohner geben Sa'ane als ihre Muttersprache an. Fast 13 % sprechen Makasae, Minderheiten Makalero oder Tetum Prasa.

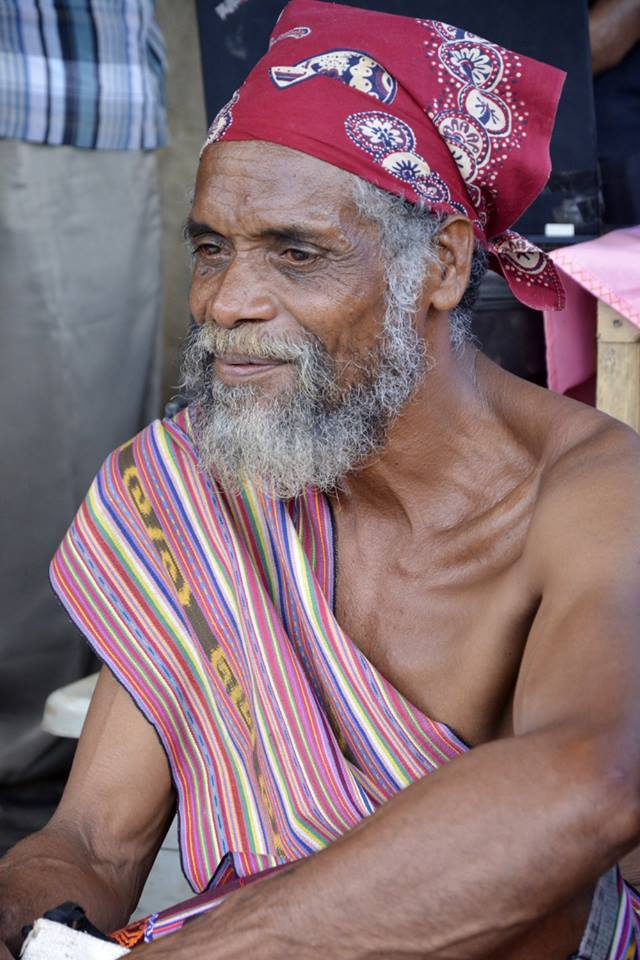
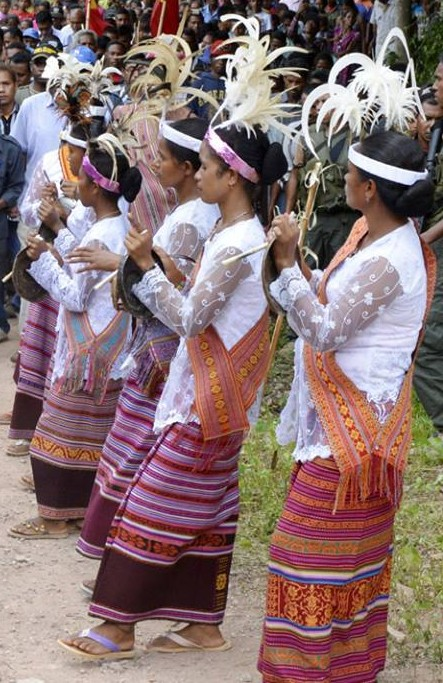
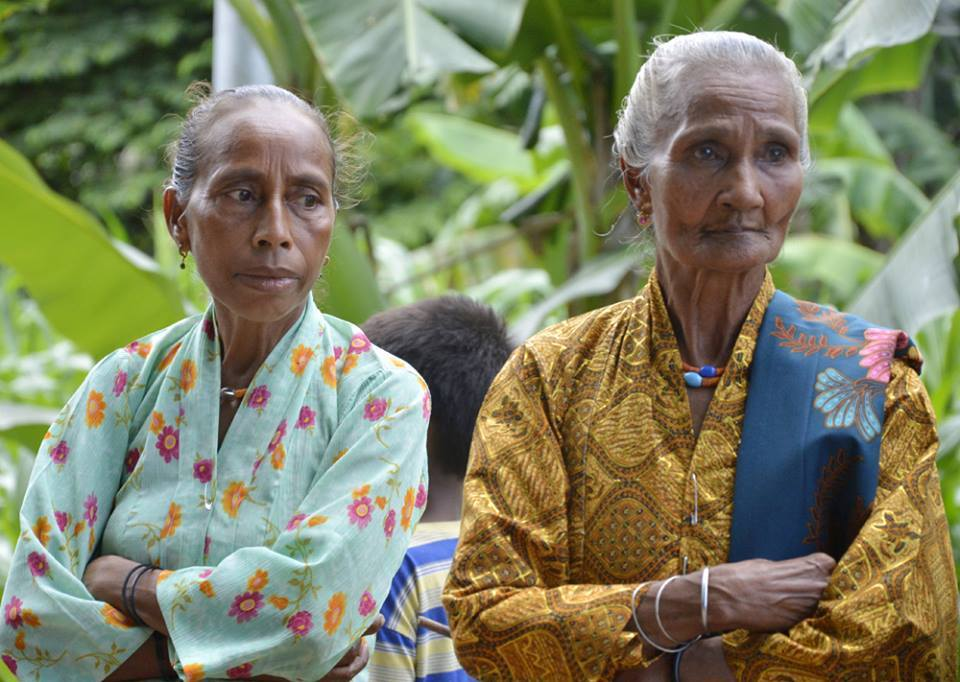

## Geschichte
Im August 1978 wurden vier osttimoresische Zivilisten am Berg Tokegua, nahe Samagata, von indonesischen Soldaten verhaftet. Sie hatten ihr Flüchtlingscamp auf der Suche nach Nahrung verlassen, hatten aber dafür keine Genehmigung. Eine Person wurde bei One-Bu'u getötet, eine weitere in Uasagia (Verwaltungsamt Laga) und eine dritte in Cotamutu vor dem versammelten Dorfeinwohnern, inklusive Frauen und Kindern.

## Politik

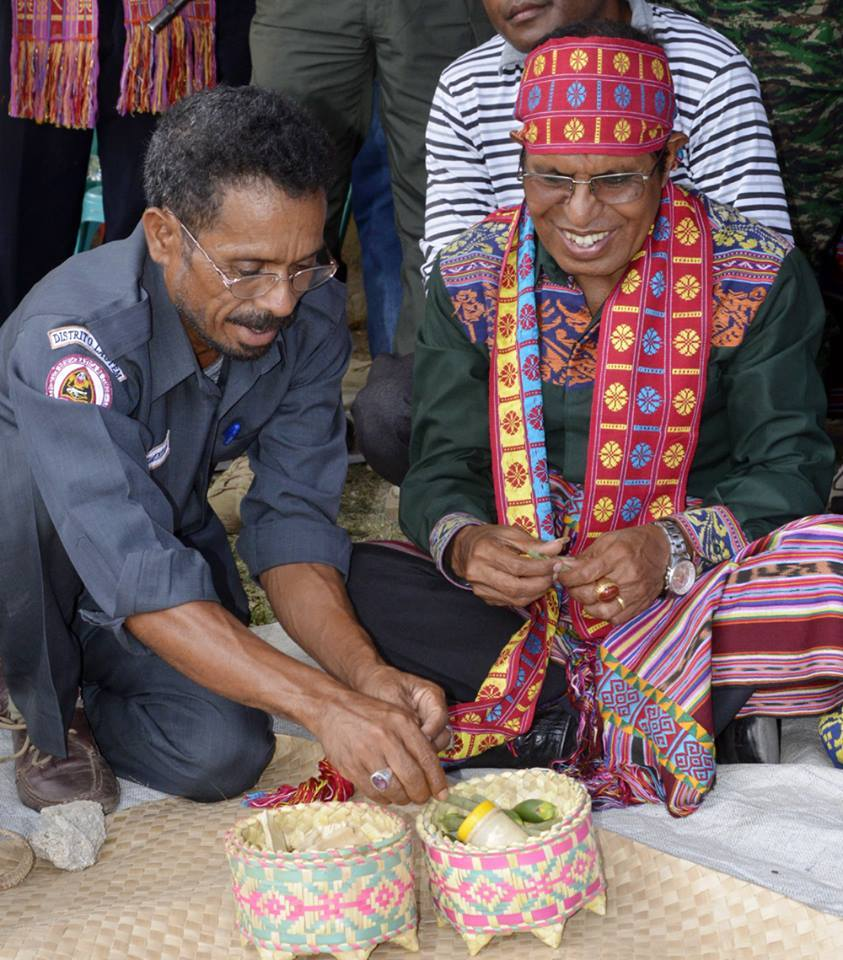
Leopoldo da Conçeicão mit Taur Matan Ruak (2016)

Bei den Wahlen von 2004/2005 wurde Leopoldo da Conçeicão zum Chefe de Suco gewählt und 2009 und 2016 in seinem Amt bestätigt.